# Thibaut De Smet
Thibaut De Smet (Waregem, 7 mei 1999) is een Belgisch duatleet en wielrenner.

## Levensloop
In 2022 won hij op 23-jarige leeftijd de wereldtitel bij de beloften op het WK duatlon korte afstand in het Roemeense Târgu Mureș, bij de elites eindigde hij op de 4e plaats. Datzelfde jaar werd hij aldaar tevens wereldkampioen crossduatlon bij zowel de beloftes als de elites. In 2023 werd hij in deze discipline zowel Europees als Belgisch kampioen.
Zijn broers Nicolas en Matteo zijn eveneens actief in het duatlon.

## Palmares

### Duatlon
- 2019:  BK SD Herentals U23
- 2021:  Lotto Duatlon Series
- 2021: 7e WK Avilés U23
- 2022:  Lotto Duatlon Series
- 2022:  WK Târgu Mureș U23 & 4de elite
- 2022:  EK Bilbao U23 & 10de elite
- 2023:  Duatlon Alpe D'huez
- 2023:  BK SD Ocquier
- 2023:  Frans Kampioen D1 ESMGO
- 2024:  BK LD Bellegem
- 2024:  BK SD Ocquier

### Crossduatlon
- 2021:  EK Molveno U23
- 2022:  BK Retie & 1ste U23
- 2022:  WK Târgu Mureș Elite & U23
- 2023:  EK Riva Del Garda Elite
- 2023:  BK Geel Elite
- 2024:  Crossduatlon Series
- 2024:  BK Geel Elite
- 2025:  WK Pontevedra Elite